# Нов живот (филм)
„Нов живот“ (на английски: A New Life) е американска романтична комедия от 1988 г., с участието на Алън Алда (който е също режисьор и сценарист на филма), Ан-Маргрет, Хал Линдън, Вероника Хеймъл, Джон Ший и Мери Кей Плейс.